# Coenraad Jacob Temminck
Coenraad Jacob Temminck (Amsterdam, 31 maart 1778 – Leiden, 30 januari 1858) was een Nederlandse patriciër en een zoöloog. Hij was de oprichter en eerste directeur van 's Rijks Museum van Natuurlijke Historie in Leiden, van 1820 tot 1858.

## Biografie

### Jeugd
Coenraad Jacob Temminck was de zoon van Aleida van Stamhorst en Jacob Temminck (1748-1822). Zijn vader Jacob was een aristocraat die een hoge functie (thesaurier) bekleedde bij de Vereenigde Oostindische Compagnie te Amsterdam. Zoals veel mannen van aanzien in die tijd bezat Jacob al een collectie van balgen en opgezette vogels. De verzameling bevond zich in het woonhuis van de Temmincks aan de Herengracht (nu no. 609). Coenraad Jacob kreeg aan huis les van een Zwitserse gouverneur.

### Ereposten in Amsterdam
In september 1794, hij was toen pas 16 jaar, kreeg hij een goed betaalde sinecure (erepost) als vendumeester van de stad Amsterdam. In 1795 werd de Bataafse Republiek opgericht en in 1798 ontzette de Administratieve Municipaliteit hem uit deze functie. Hij tekende echter met succes verzet aan tegen deze beslissing en wist deze erepost tot in april 1812 te behouden. Hij kreeg toen een andere functie die waarschijnlijk niet eens zoveel slechter was qua beloning en vrije tijd.

### Wetenschappelijke contacten en publicaties (voor 1820)
In 1804 huwde hij Dionysia Catharina Cau. Ze reisden samen naar Offenbach (Duitsland) waar hij de toen zeer bekende Duitse ornitholoog Bernhard Meyer ontmoette en een half jaar met hem samenwerkte.
In 1806 vestigde hij zich met zijn grote collectie opgezette vogels in een eigen huis aan de Herengracht (nu no. 400). Tussen 1807 en 1818 schreef Temminck een groot aantal publicaties die hem beroemd maakten. Hij werd erelid van zes buitenlandse natuurhistorische verenigingen. Ook kreeg hij erebanen en onderscheidingen van zowel Lodewijk Napoleon Bonaparte tijdens de periode van het Koninkrijk Holland als van de keizer zelf in 1812.
In 1808 en 1815 was hij al nauw betrokken bij het beheer en het catalogiseren van objecten uit het museum van Lodewijk Napoleon en 's Lands Kabinet van Natuurlijke Historie.

### Als directeur van hetRijksmuseum van Natuurlijke Historie
Na 1813 paste Temminck zich snel aan aan de gewijzigde politieke omstandigheden. Via zijn vriend Anton Reinhard Falck, die goede relaties had met de kersverse koning Willem I, bood hij zijn diensten aan en richtte in 1815 een korps Vrijwillige jagers te paard op om te strijden tegen Napoleon.
De goede relaties met de koning en Falck maakten het hem mogelijk om via deze korte lijntjes de regering voor te stellen een nationaal museum op te richten door de samenvoeging van drie collecties:
1. de collectie van de Universiteit Leiden
2. 's Lands Kabinet van Natuurlijke Historie
3. de collectie van Temminck zelf

en hem tot directeur te benoemen tegen een jaarwedde van ten minste ƒ 2000,- per jaar. Dit voorstel werd op 9 augustus 1820 een Koninklijk Besluit.
In 1825 haalde hij Hermann Schlegel naar Leiden, aanvankelijk als preparateur, maar in 1828 werd Schlegel al conservator van alle gewervelde dieren. Schlegel werkte zich op tot een internationaal erkende autoriteit en volgde in 1858 Temminck op als directeur van het museum.

### Privéleven
Temminck trouwde drie maal, eerst in 1804 met Dionysia Catharina Cau die in 1828 overleed. In 1830 trouwde hij Catharina Nepveu; zij overleed in 1834. Daarna trouwde hij Anna Agneta Smissaert, die moeder werd van vier zoons (de eerste twee huwelijken bleven zonder kinderen).
Uit zijn brieven en biografieën komt hij, aldus Holthuis, naar voren als "een eerlijk en integer persoon die anderen wist te inspireren". Zijn administrateur aan het museum, Johannes Andreas Susanna (1795-1859), noemde hem "een schrander en geslepen koopman".
In 1834 verhuisde hij naar Leiden (daarvoor kwam hij wekelijks op het museum) en woonde in de Breestraat (nu no. 34). 's Zomers verbleef de familie op het 'buiten' Wildlust in Lisse. Temminck was geen kunstminnaar en bezocht geen schouwburgen; hij ging in zijn vrije tijd liever op jacht in de omgeving van Lisse. Hij maakte reizen door Europa, maar bezocht nooit Nederlands Oost-Indië. Hij overleed in 1858 in Leiden in zijn huis aan de Breestraat.

## Werk en nalatenschap
Hij schreef al voor hij museumdirecteur was onder meer het boek Manuel d'ornithologie, ou Tableau systematique des oiseaux qui se trouvent en Europe (1820), dat jarenlang uitblonk door de informatie over Europese vogels. Ook verscheen tussen 1813 en 1817 Histoire naturelle générale des Pigeons et des Gallinacées.
In 1820 begon Temminck met de publicatie van Nouveau Recueil de Planches coloriées d'Oiseaux, de beschrijving van een vogelcollectie van de Franse verzamelaar Meiffren-Laugier baron de Chartrouse die Temminck in Parijs had leren kennen.
In 1820 werd op instigatie van Temminck de Natuurkundige Commissie opgericht die de natuurlijke historie van Nederlands Oost-Indië moest bestuderen en daar ook collecties moest vergaren voor het museum. De resultaten van deze studies werden door Temminck gepubliceerd in de Verhandelingen over de Natuurlijke Geschiedenis der Nederlandsche Overzeesche Bezittingen. Zo werden ook mede door Temminck de resultaten gepubliceerd van het materiaal dat Philipp Franz von Siebold tussen 1823 en 1829 verzamelde in Japan in de Fauna Japonica (1844-1850).
Temminck had ook contact met Alexander von Humboldt, een van de belangrijkste wetenschappelijke ontdekkingsreizigers uit die tijd. Mogelijk kende Von Humboldt de familie Temminck al toen hij in 1790 Nederland bezocht. In ieder geval bestaat er een uitgebreide correspondentie tussen Temminck en Von Humboldt over de resultaten van verzamelingen in Azië en Zuid-Amerika.
Temminck heeft meegewerkt aan de totstandkoming van het laatste (vijfde) deel van de Nederlandsche vogelen.
Talrijke dieren, vogels en zoogdieren hebben hun naam aan hem te danken. Zo beschreef Temminck (soms samen met Schlegel) 360 verschillende soorten vogels die anno 2012 nog steeds als aparte soort beschouwd worden. Verder zijn als eerbetoon een groot aantal vogel- en diersoorten naar hem vernoemd, bijvoorbeeld Temmincks strandloper (Calidris temminckii), Temmincks renvogel (Cursorius temminckii), Temmincks specht (Dendrocopos temminckii), Temmincks schubdier (Smutsia temminckii) , Temmincks tragopan (Tragopan temminckii), donkerblauwe rupsvogel (Coracina temminckii) en Sulawesischarrelaar (Coracias temminckii).

### Darwin versus Temminck
In 1868 ontkende de Engelse natuuronderzoeker Charles Darwin ten onrechte het bestaan van een staartloze mutant van het ceylonhoen die Temminck in 1807 beschreven had.